# French Impact
Le French Impact est un programme d'accompagnement de projets d'innovation sociale porté par le ministère de la Transition écologique et solidaire. Il s'inspire de l'initiative French Tech mais en mettant l'accent sur l'impact social.

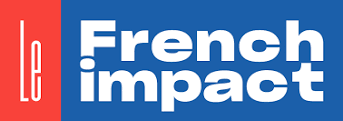

Lancé le 18 janvier 2018, le French Impact a d'abord consisté en un appel à projets à destination de structures innovantes socialement souhaitant changer d'échelle.
22 projets ont été retenus en juin 2018 et vont être accompagnés dans leur changement d'échelle.
Le gouvernement a également annoncé un fonds d'amorçage de plusieurs dizaines de millions d'euros afin de soutenir des structures de l'économie sociale et solidaire.
Le 3 juillet 2018, un appel à manifestation d’intérêt a été lancé à destination des territoires afin de labelliser des écosystèmes d'accompagnement et de financement de l'ESS. Plusieurs territoires ont ainsi été labellisés en 2019, dont vingt en février parmi lesquels la métropole d'Aix-Marseille, Mayotte ou encore la région Bretagne.